# Zaragoza Football Club 1939-1940
Questa voce raccoglie le informazioni riguardanti il Zaragoza Football Club nelle competizioni ufficiali della stagione 1939-1940

## Stagione
Il club approdò per la prima volta in Primera División, alla ripresa del campionato dopo l'interruzione di tre anni a causa della guerra civile. Aveva ottenuto la promozione nella stagione 1935-1936 insieme al Celta Vigo. Il campionato iniziò con una vittoria per 3-2 proprio contro la squadra della Galizia. La squadra aragonese rimase imbattuta nelle prime sette giornate di campionato, fino a quando fu sconfitta per 4-1 ad Alicante contro l'Hércules, il 14 gennaio 1940.
Il Zaragoza concluse il campionato al settimo posto, con 21 punti. In occasione della quarta e della sesta giornata si ritrovò in vetta alla classifica.
In Coppa del Generalísimo la squadra aragonese iniziò il suo cammino ai sedicesimi di finale sconfiggendo il Barakaldo per 4-0 nella partita di andata, giocata il 14 maggio nell'omonima località dei Paesi Baschi e per 3-0 in occasione della partita di ritorno. Agli ottavi di finale incontrò l'Athletic Aviación de Madrid e dopo aver pareggiato in entrambe le partite, il Zaragoza ottenne la qualificazione ai quarti grazie ad una vittoria per 4-2 in uno spareggio giocato a Barcellona. Gli aragonesi approdarono in semifinale ribaltando una sconfitta per 1-0 rimediata in Andalusia contro il Siviglia con una vittoria per 4-2 all'Estadio Torrero di Saragozza. Non raggiunsero la finale perché perdettero per 1-0 allo stadio Chamartín contro il Real Madrid e pareggiarono per 1-1 al ritorno.

## Rosa
| N. |                      | Ruolo | Calciatore             |
| -- | -------------------- | ----- | ---------------------- |
| 1  | Cuba (bandiera)      | P     | Mario Inchausti        |
| 2  | Filippine (bandiera) | D     | Julio Uriarte          |
| 3  | Spagna (bandiera)    | D     | Esteban Arrizabalo     |
| 4  | Spagna (bandiera)    | C     | Antonio Muñoz Ibáñez   |
| 5  | Spagna (bandiera)    | C     | Enrique Soladrero      |
| 6  | Spagna (bandiera)    | C     | Primitivo Villacampa   |
| 7  | Spagna (bandiera)    | C     | Pelayo García          |
| 8  | Spagna (bandiera)    | C     | Gregorio Amestoy       |
| 9  | Spagna (bandiera)    | A     | Antonio Sánchez Valdés |

| N. |                   | Ruolo | Calciatore          |
| -- | ----------------- | ----- | ------------------- |
| 10 | Spagna (bandiera) | A     | Juan Ruiz Cambra    |
| 11 | Spagna (bandiera) | A     | Víctor Bilbao       |
| 12 | Spagna (bandiera) | A     | Doroteo Elorriaga   |
| 13 | Spagna (bandiera) | C     | Jesús Ramos Guinea  |
| 14 | Spagna (bandiera) | A     | Manuel Olivares     |
| 15 | Spagna (bandiera) | A     | Pablo Ruiz Ortigosa |
| 16 | Spagna (bandiera) | C     | Sebastián Ontoria   |
| 17 | Spagna (bandiera) | D     | Urbano Ruiz         |
| 18 | Spagna (bandiera) | D     | José Arrieta        |